# پیترو پیانتا
پیترو پیانتا (انگلیسی: Pietro Pianta; ۲ اکتبر ۱۹۴۰ – ۱۹ ژانویهٔ ۲۰۱۵) سرمربی (فوتبال)، و بازیکن فوتبال اهل ایتالیا بود.
از باشگاه‌هایی که در آن بازی کرده‌است می‌توان به باشگاه فوتبال کرمونزه، باشگاه فوتبال آنکونا، باشگاه فوتبال پادوا، باشگاه فوتبال کالیاری، باشگاه فوتبال آتالانتا، و باشگاه فوتبال ویچنزا اشاره کرد.